# Евтович, Милутин
Милутин Евтович (сербохорв. Milutin Jevtovic / Милутин Јевтовић; 1913 — конец октября 1944) — деятель Югославских войск на родине, поручик запаса Югославской королевской армии.

## Биография
До войны работал учителем в школе села Доня-Трепча у Чачака. До войны окончил школу офицеров запаса в Крагуеваце. После нападения Гитлера на Югославию записался в отряд четников под командованием Секулы Тешича. После оккупации страны примкнул к четникам Дражи Михаиловича, начал вести бои против партизан на Еловой горе. В 1944 году в составе 1-го ударного корпуса капитана Предрага Раковича ввязался в бой против немцев у Чачака, оказывая помощь советским войскам.
23 октября 1944 года Евтович на склоне горы в Любиче в ходе боя против немцев был ранен в обе руки и ноги. Советские войска отправили его в свой госпиталь, затем перевели в больницу в деревне Брджаны. Там его схватили в плен партизаны из 17-й краинской бригады и бойцы 1-й отдельной югославской пехотной бригады под командованием Марко Месича. Евтовича вывезли за Горни-Милановац и без суда расстреляли на горе Мира.
10 октября 1945 года Любичский краевой народный суд конфисковал всё имущество Милутина Евтовича. Останки поручика перезахоронили в Трепче. В 2007 году Чачакский окружной суд реабилитировал его посмертно.